# Kolmården

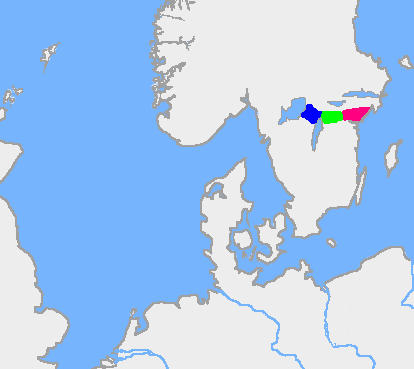
Kaart van de bossen met het Kolmården in het rood, Tylöskog is groen en Tiveden is blauw.

Kolmården is een groot bosachtig gebied tussen de Zweedse landschappen Södermanland en Östergötland. In de Middeleeuwen was het gebied moeilijk begaanbaar en om toch aan de andere kant te komen nam men vaak de boot over de Oostzee. 
Tegenwoordig doorkruisen verschillende spoorwegen en autowegen het gebied. Ook bevindt de grootste dierentuin van Zweden, Dierentuin Kolmården, zich in het gebied.